# Villeny
Villeny est une commune française située dans le département de Loir-et-Cher, en région Centre-Val de Loire.
Localisée au centre-est du département, la commune fait partie de la petite région agricole « la Grande Sologne », vaste étendue de bois, d'étangs et de prés aux récoltes médiocres. Elle est drainée par la Rère, les Lacs Plats, le Rouaire, les Forges, les Gaz, le Saint Joseph et par divers petits cours d'eau.
L'occupation des sols est marquée par l'importance des espaces agricoles et naturels qui occupent la quasi-totalité du territoire communal. Plusieurs espaces naturels d'intérêt sont présents dans la commune : un site natura 2000 et une zone naturelle d'intérêt écologique, faunistique et floristique (ZNIEFF).  En 2010, l'orientation technico-économique de l'agriculture dans la commune est la culture des céréales et des oléoprotéagineux. À l'instar du département qui a vu disparaître le quart de ses exploitations en dix ans, le nombre d'exploitations agricoles a fortement diminué, passant de 6 en 1988, à 0 en 2000, puis à 7 en 2010.

## Géographie

### Localisation et communes limitrophes
La commune de Villeny se trouve au centre-est du département de Loir-et-Cher, dans la petite région agricole de la Grande Sologne,. À vol d'oiseau, elle se situe à 32,3 km  de Blois, préfecture du département, à 29,2 km de Romorantin-Lanthenay, sous-préfecture, et à 17,7 km de Chambord, chef-lieu du canton de Chambord dont dépend la commune depuis 2015. La commune fait en outre partie du bassin de vie de La Ferté-Saint-Aubin.
Les communes les plus proches sont : La Marolle-en-Sologne (4,7 km), Ligny-le-Ribault (7 km) (45), La Ferté-Saint-Cyr (7,1 km), Yvoy-le-Marron (7,4 km), Montrieux-en-Sologne (8 km), Dhuizon (8,2 km), Neung-sur-Beuvron (10,6 km), Chaumont-sur-Tharonne (11,3 km)  et Crouy-sur-Cosson (11,3 km).

### Paysages et relief
Dans le cadre de la Convention européenne du paysage, adoptée le 20 octobre 2000 et entrée en vigueur en France le 1er juillet 2006, un atlas des paysages de Loir-et-Cher a été élaboré en 2010 par le CAUE de Loir-et-Cher, en collaboration avec la DIREN Centre (devenue DREAL en 2011), partenaire financier. Les paysages du département s'organisent ainsi en huit grands ensembles et 25 unités de paysage,. La commune fait partie de l'unité de paysage de « la Grande Sologne », dans la Sologne.
À l'échelle régionale, le très important taux de boisement de la Sologne en fait une sorte de gigantesque île de verdure au cœur d'un océan de cultures, entre Beauce et Champagne Berrichonne. La Grande Sologne, localisée au sud-est, entre les vallées de la Loire et du Cher, occupe à elle seule un tiers environ du Loir-et-Cher. Elle déborde ses limites en s'étendant sur le Loiret et le Cher, rejoignant la Forêt d'Orléans au nord-est et couvrant la plus grande partie du coude de la Loire jusqu'aux portes de Bourges, au sud.
L'altitude du territoire communal varie de 93 mètres à 136 mètres,.

### Hydrographie

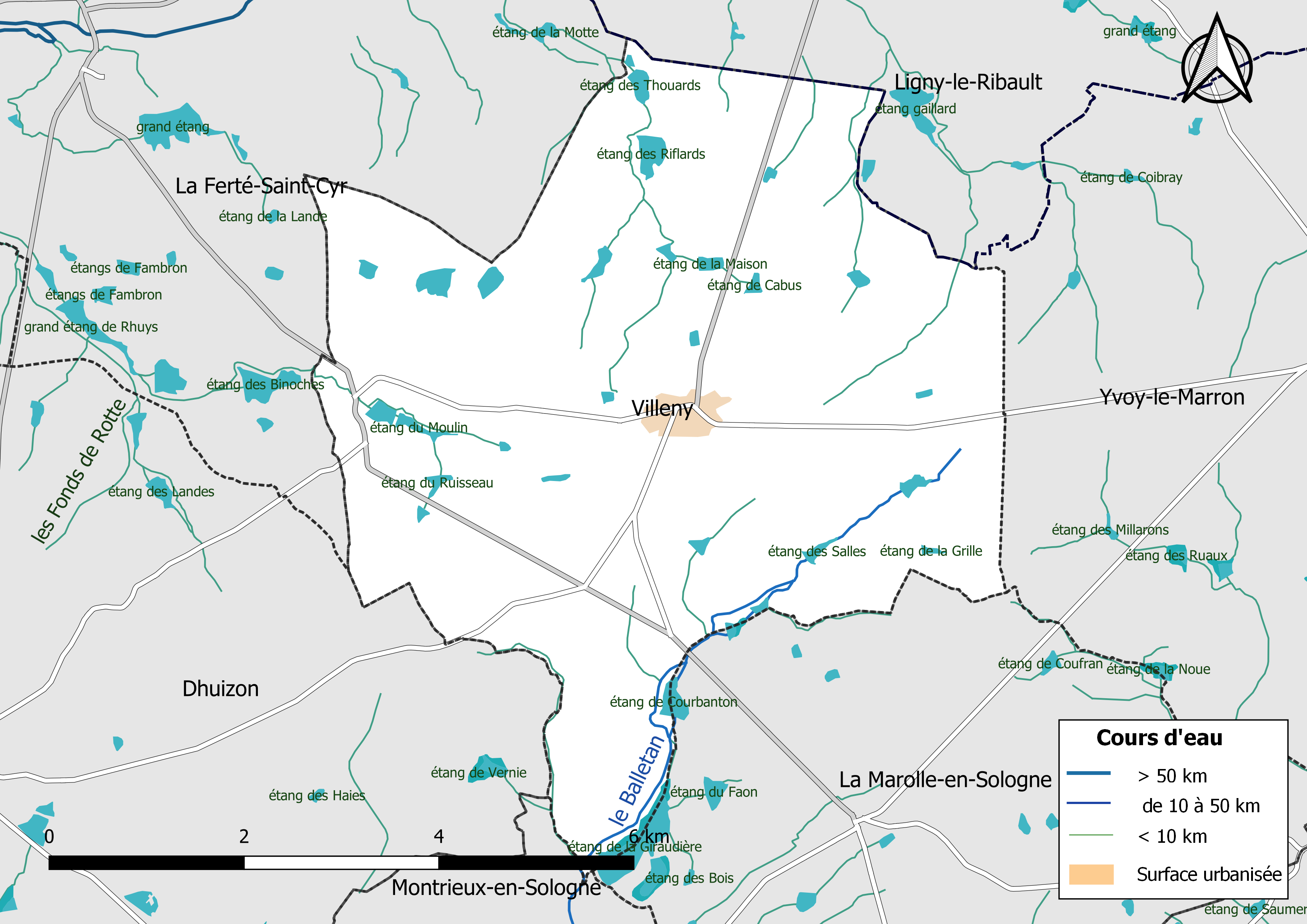
Réseau hydrographique de Villeny.

La commune est drainée par le Balletan (4,727 km) et par divers petits cours d'eau, constituant un réseau hydrographique de 30,11 km de longueur totale.
Le Balletan, d'une longueur totale de 15,5 km, prend sa source dans la commune de Villeny et se jette  dans le Beuvron à Montrieux-en-sologne, après avoir traversé 3 communes. 
Sur le plan piscicole, ce cours d'eau est classé en deuxième catégorie, où le peuplement piscicole dominant est constitué de poissons blancs (cyprinidés) et de carnassiers (brochet, sandre et perche).

### Climat
Pour des articles plus généraux, voir Climat du Centre-Val de Loire et Climat de Loir-et-Cher.
En 2010, le climat de la commune est de type climat océanique dégradé des plaines du Centre et du Nord, selon une étude du CNRS s'appuyant sur une série de données couvrant la période 1971-2000. En 2020, Météo-France publie une typologie des climats de la France métropolitaine dans laquelle la commune est exposée à un climat océanique altéré et est dans la région climatique Moyenne vallée de la Loire, caractérisée par une bonne insolation (1 850 h/an) et un été peu pluvieux.
Pour la période 1971-2000, la température annuelle moyenne est de 11,2 °C, avec une amplitude thermique annuelle de 15,3 °C. Le cumul annuel moyen de précipitations est de 713 mm, avec 10,7 jours de précipitations en janvier et 7 jours en juillet. Pour la période 1991-2020, la température moyenne annuelle observée sur la station météorologique de Météo-France la plus proche, dans la commune de Ligny-le-Ribault à 7 km à vol d'oiseau, est de 11,6 °C et le cumul annuel moyen de précipitations est de 741,2 mm,. Pour l'avenir, les paramètres climatiques de la commune estimés pour 2050 selon différents scénarios d'émission de gaz à effet de serre sont consultables sur un site dédié publié par Météo-France en novembre 2022.

### Milieux naturels et biodiversité

#### Sites Natura 2000
Le réseau Natura 2000 est un réseau écologique européen de sites naturels d'intérêt écologique élaboré à partir des Directives « Habitats » et « Oiseaux ». Ce réseau est constitué de Zones spéciales de conservation (ZSC) et de Zones de protection spéciale (ZPS). Dans les zones de ce réseau, les États membres s'engagent à maintenir dans un état de conservation favorable les types d'habitats et d'espèces concernés, par le biais de mesures réglementaires, administratives ou contractuelles. L'objectif est de promouvoir une gestion adaptée des habitats tout en tenant compte des exigences économiques, sociales et culturelles, ainsi que des particularités régionales et locales de chaque État membre. Les activités humaines ne sont pas interdites, dès lors que celles-ci ne remettent pas en cause significativement l'état de conservation favorable des habitats et des espèces concernés. Une partie du territoire communal est incluse dans le site Natura 2000 : 
la « Sologne », d'une superficie de 346 184 ha.

#### Zones naturelles d'intérêt écologique, faunistique et floristique
L'inventaire des zones naturelles d'intérêt écologique, faunistique et floristique (ZNIEFF) a pour objectif de réaliser une couverture des zones les plus intéressantes sur le plan écologique, essentiellement dans la perspective d'améliorer la connaissance du patrimoine naturel national et de fournir aux différents décideurs un outil d'aide à la prise en compte de l'environnement dans l'aménagement du territoire. Le territoire communal de Villeny comprend une ZNIEFF : 
l'« Étang des Landes » (8,9 ha).

Cartes des Znieff et site Natura 2000.
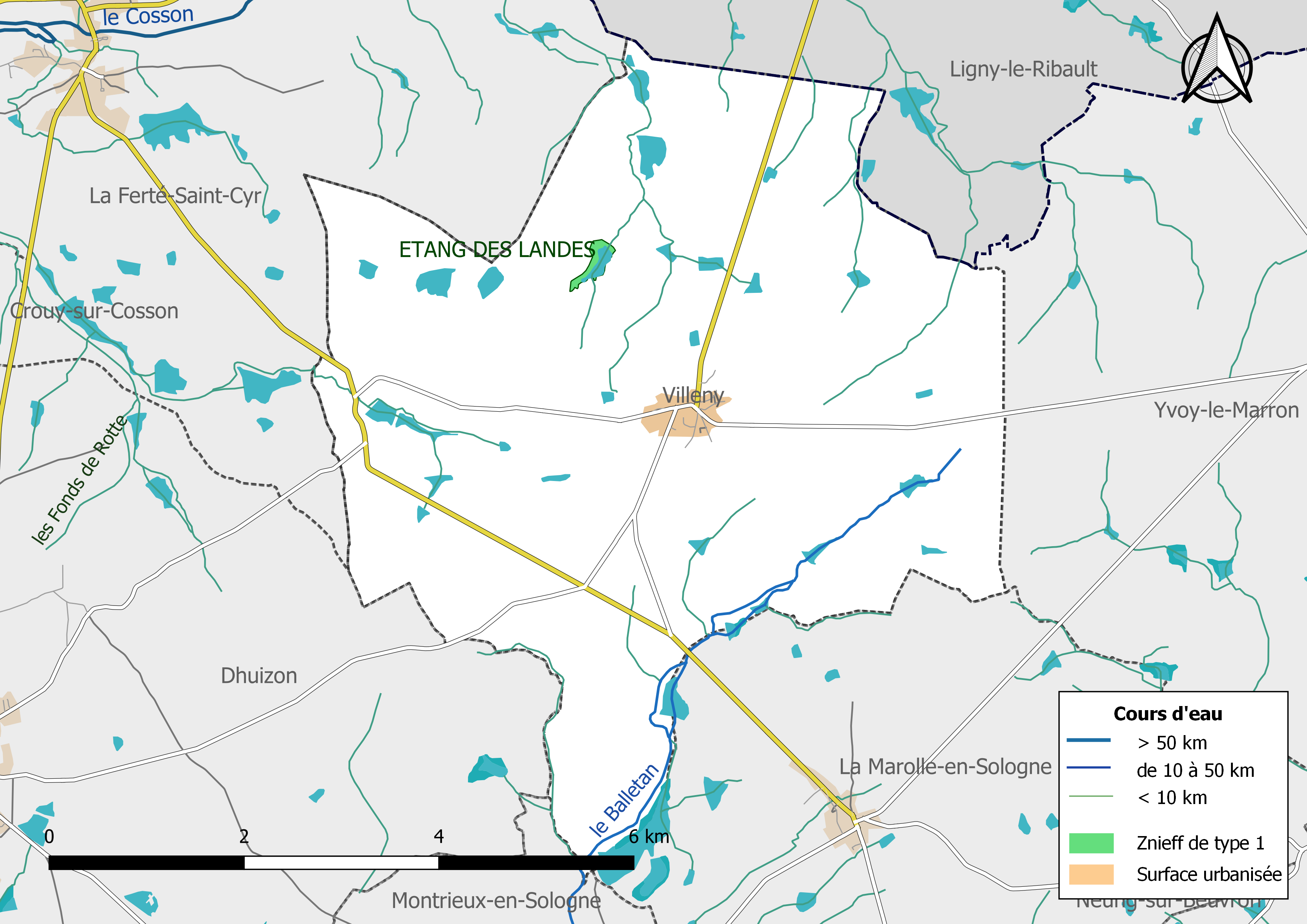
Carte des ZNIEFF de type 1 localisées dans la commune[Note 2].
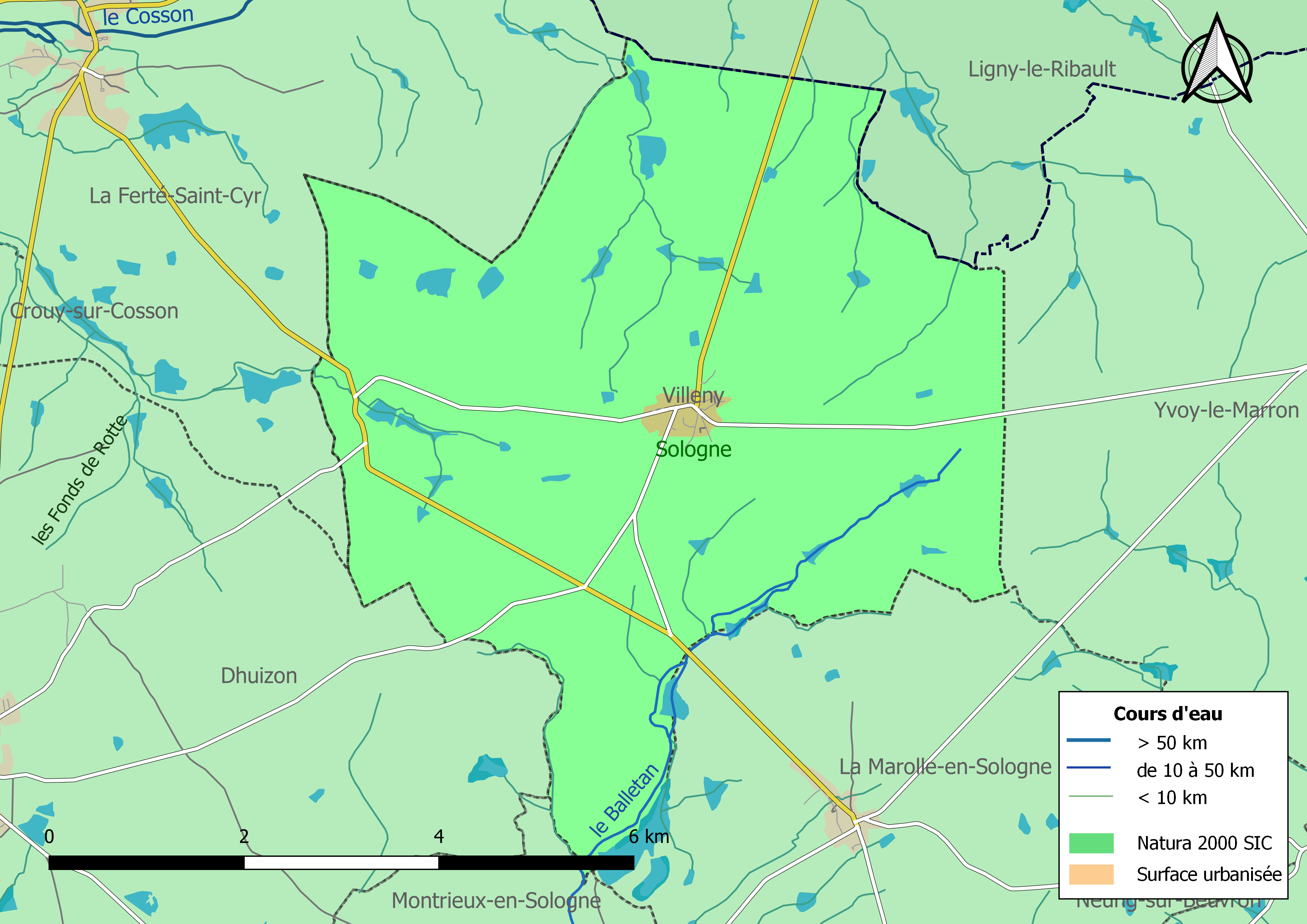
Le site Natura 2000 « la Sologne » couvre entièrement la commune.

## Urbanisme

### Typologie
Au 1er janvier 2024, Villeny est catégorisée commune rurale à habitat dispersé, selon la nouvelle grille communale de densité à sept niveaux définie par l'Insee en 2022.
Elle est située hors unité urbaine. Par ailleurs la commune fait partie de l'aire d'attraction d'Orléans, dont elle est une commune de la couronne,. Cette aire, qui regroupe 136 communes, est catégorisée dans les aires de 200 000 à moins de 700 000 habitants,.

### Occupation des sols
L'occupation des sols est marquée par l'importance des espaces agricoles et naturels (99,1 %). La répartition détaillée ressortant de la base de données européenne d'occupation biophysique des sols Corine Land Cover millésimée 2012 est la suivante : 
terres arables (12,8 %), 
zones agricoles hétérogènes (18,6 %), 

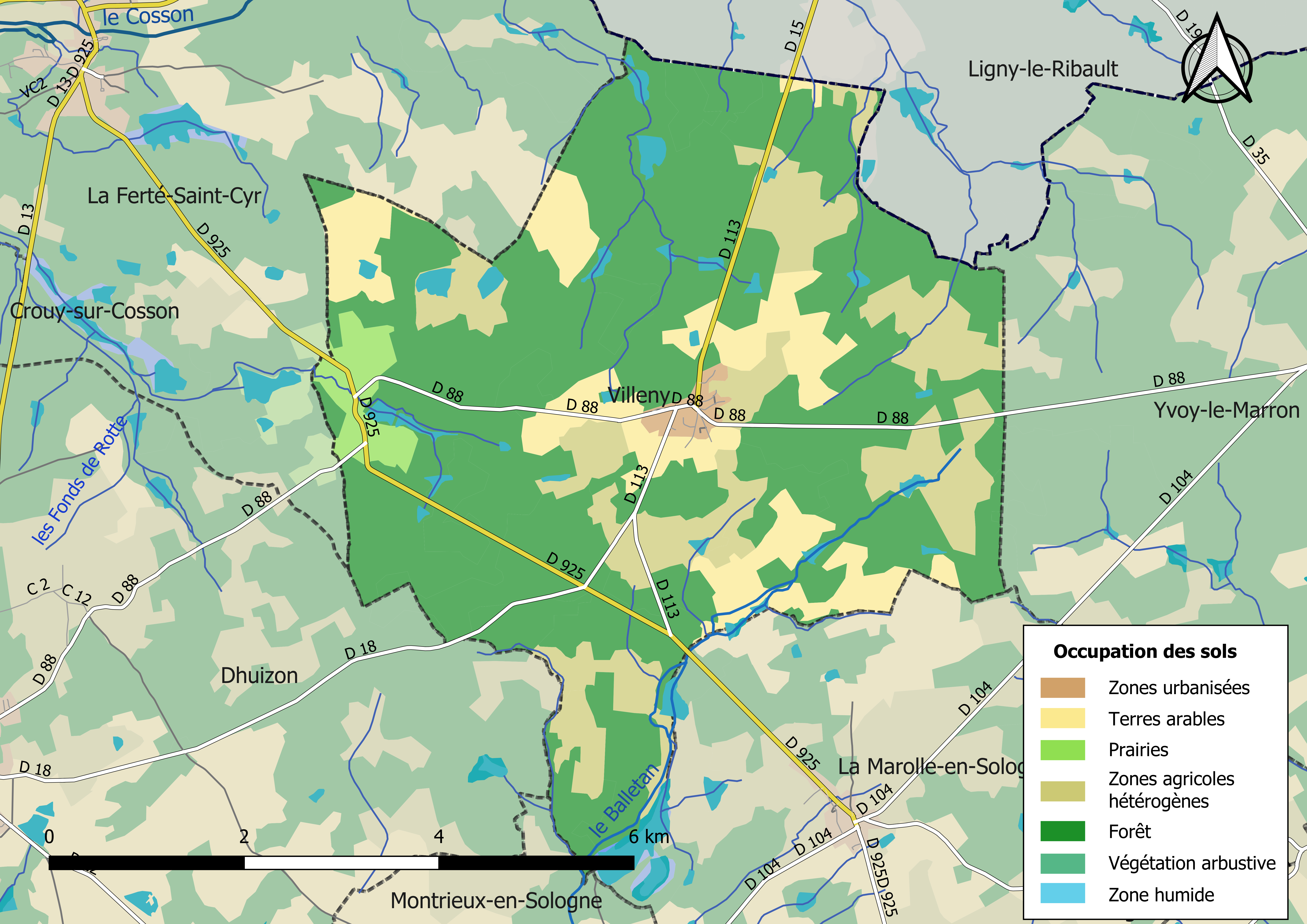
Infrastructures et occupation des sols de la commune de Villeny.

prairies (2,1 %), 
forêts (65,3 %), 
zones urbanisées (0,9 %), 
eaux continentales (0,5 %).

### Planification
La loi SRU du 13 décembre 2000 a incité fortement les communes à se regrouper au sein d'un établissement public, pour déterminer les partis d'aménagement de l'espace au sein d'un SCoT, un document essentiel d'orientation stratégique des politiques publiques à une grande échelle. La commune est dans le territoire du  SCOT de Grande Sologne, prescrit en juillet 2015.
En matière de planification, la commune disposait en 2017 d'une carte communale approuvée, un plan local d'urbanisme était en élaboration.

### Habitat et logement
Le tableau ci-dessous présente la typologie des logements à Villeny en 2016 en comparaison avec celle du Loir-et-Cher et de la France entière. Une caractéristique marquante du parc de logements est ainsi une proportion de résidences secondaires et logements occasionnels (21,3 %) supérieure à celle du département (18 %) et à celle de la France entière (9,6 %). Concernant le statut d'occupation de ces logements, 78,6 % des habitants de la commune sont propriétaires de leur logement (72,1 % en 2011), contre 68,1 % pour le Loir-et-Cher et 57,6 pour la France entière.
|                                                         | Villeny | Loir-et-Cher | France entière |
| ------------------------------------------------------- | ------- | ------------ | -------------- |
| Résidences principales (en %)                           | 69,8    | 74,5         | 82,3           |
| Résidences secondaires et logements occasionnels (en %) | 21,3    | 18           | 9,6            |
| Logements vacants (en %)                                | 8,9     | 7,5          | 8,1            |

### Risques majeurs
Le territoire communal de Villeny est vulnérable à différents aléas naturels :  climatiques (hiver exceptionnel ou canicule), feux de forêts, mouvements de terrains ou sismique (sismicité très faible). 
Il est également exposé à un risque technologique : le risque nucléaire,.

#### Risques naturels
Les mouvements de terrains susceptibles de se produire dans la commune sont liés au retrait-gonflement des argiles. Le phénomène de retrait-gonflement des argiles est la conséquence d'un changement d'humidité des sols argileux. Les argiles sont capables de fixer l'eau disponible mais aussi de la perdre en se rétractant en cas de sécheresse. Ce phénomène peut provoquer des dégâts très importants sur les constructions (fissures, déformations des ouvertures) pouvant rendre inhabitables certains locaux. La carte de zonage de cet aléa peut être consultée sur le site de l'observatoire national des risques naturels Georisques.

#### Risques technologiques
La totalité du territoire de la commune peut être concernée par le risque nucléaire. En cas d'accident grave, certaines installations nucléaires sont susceptibles de rejeter dans l'atmosphère de l'iode radioactif. Or la commune se situe partiellement à l'intérieur du périmètre de 20 km du Plan particulier d'intervention de la centrale nucléaire de Saint-Laurent-des-Eaux. À ce titre les habitants de la commune, comme tous ceux résidant dans le périmètre proche de 20 km de la centrale ont bénéficié, à titre préventif, d'une distribution de comprimés d'iode stable dont l'ingestion avant rejet radioactif permet de pallier les effets sur la thyroïde d'une exposition à de l'iode radioactif. En cas d'incident ou d'accident nucléaire, des consignes de confinement ou d'évacuation peuvent être données et les habitants peuvent être amenés à ingérer, sur ordre du préfet, les comprimés en leur possession,.

## Toponymie
Bas latin Villaniacus. Gentilice Villanus, formé sur le substantif villanus = paysan, et suffixe acus.

Villeny en Sologne, octobre 1409 (Archives Nationales-JJ 164, n° 1, fol. 1 v°) ; Villeny, 1653 (Sanson d'Abbebille, carte du diocèse d'Orléans) ; Villeny, 1740 (Bibliothèque Municipale d'Orléans, Manuscrit 995, fol. 264) ; Villeny, XVIIIe s. (Carte de Cassini) ; Villeny Bourg, 1810 (Cadastre).

Réunion réalisée par décret impérial du 1er germinal an XIII la commune de Bonneville est supprimée et rattachée à celle de Villeny (Archives Nationales-F 2 II Loir-et-Cher 1, plan annexé à la minute).

## Histoire

### Révolution française et Empire

#### Nouvelle organisation territoriale
Le décret de l'Assemblée nationale du 12 novembre 1789 décrète qu'« il y aura une municipalité dans chaque ville, bourg, paroisse ou communauté de campagne », mais ce n'est qu'avec le décret de la Convention nationale du 10 brumaire an II (31 octobre 1793) que la paroisse de Villeny devient formellement « commune de Villeny »,.
En 1790, dans le cadre de la création des départements, la municipalité est rattachée au canton de Chaumont et au district de Romorantin. Les cantons sont supprimés, en tant que découpage administratif, par une loi du 26 juin 1793, et ne conservent qu'un rôle électoral, permettant l'élection des électeurs du second degré chargés de désigner les députés,. La Constitution du 5 fructidor an III, appliquée à partir de vendémiaire an IV (1795) supprime les districts, considérés comme des rouages administratifs liés à la Terreur, mais maintient les cantons qui acquièrent dès lors plus d'importance en retrouvant une fonction administrative. Enfin, sous le Consulat, un redécoupage territorial visant à réduire le nombre de justices de paix ramène le nombre de cantons en Loir-et-Cher de 33 à 24. Villeny est alors rattachée au canton de Neung-sur-Beuvron et à l'arrondissement de Blois par arrêté du 5 vendémiaire an X (26 septembre 1801),,. Cette organisation va rester inchangée pendant près de 150 ans.

### Époque contemporaine
Une gare des tramways de Sologne se situait dans la commune.

## Politique et administration

### Découpage territorial
La commune de Villeny est membre de la communauté de communes de la Sologne des étangs, un établissement public de coopération intercommunale (EPCI) à fiscalité propre créé le 1er janvier 2001.
Elle est rattachée sur le plan administratif à l'arrondissement de Romorantin-Lanthenay, au département de Loir-et-Cher et à la région Centre-Val de Loire, en tant que circonscriptions administratives. Sur le plan électoral, elle est rattachée au canton de Chambord depuis 2015 pour l'élection des conseillers départementaux et à la deuxième circonscription de Loir-et-Cher pour les élections législatives.

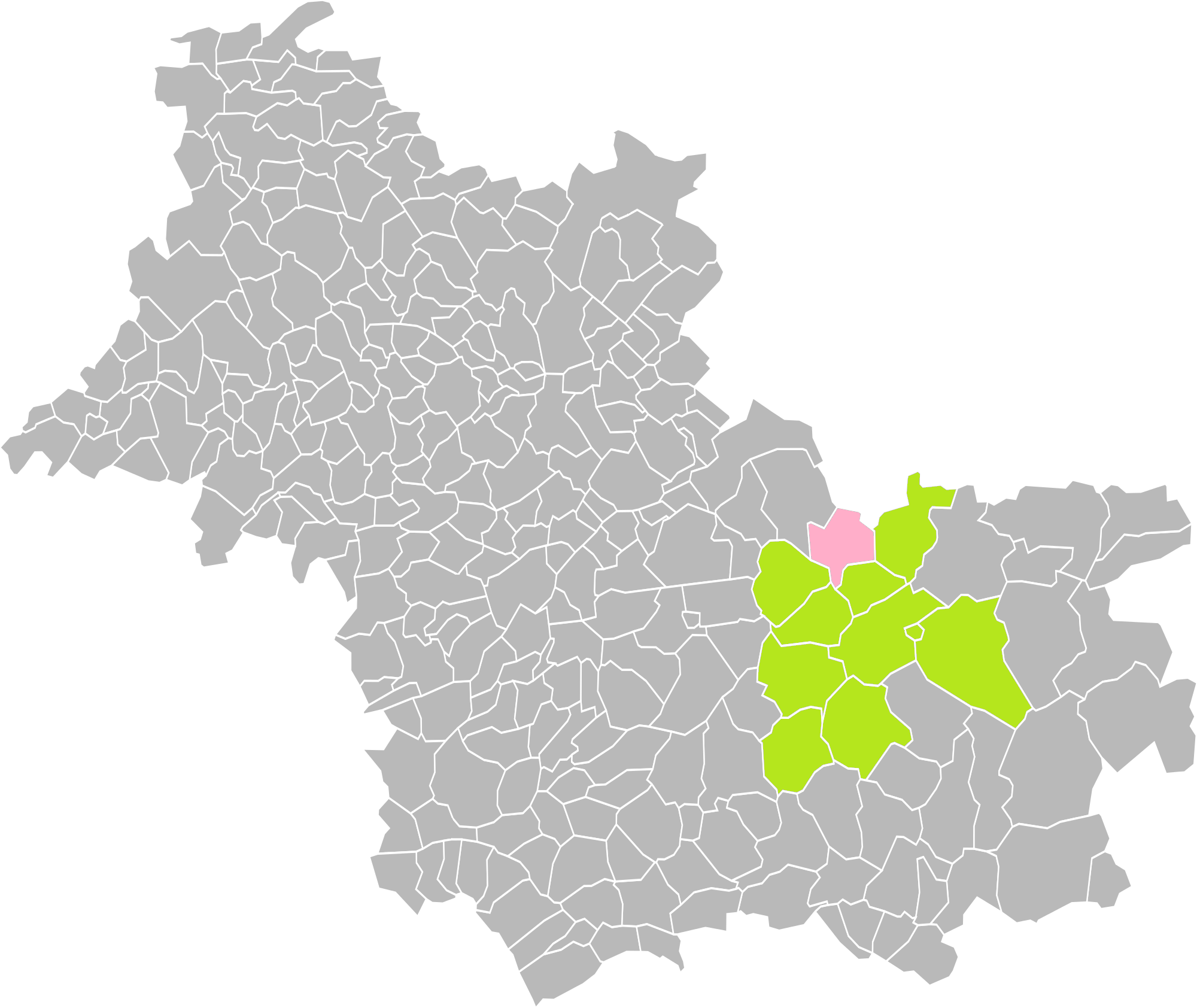
Villeny dans l'intercommunalité en 2016.
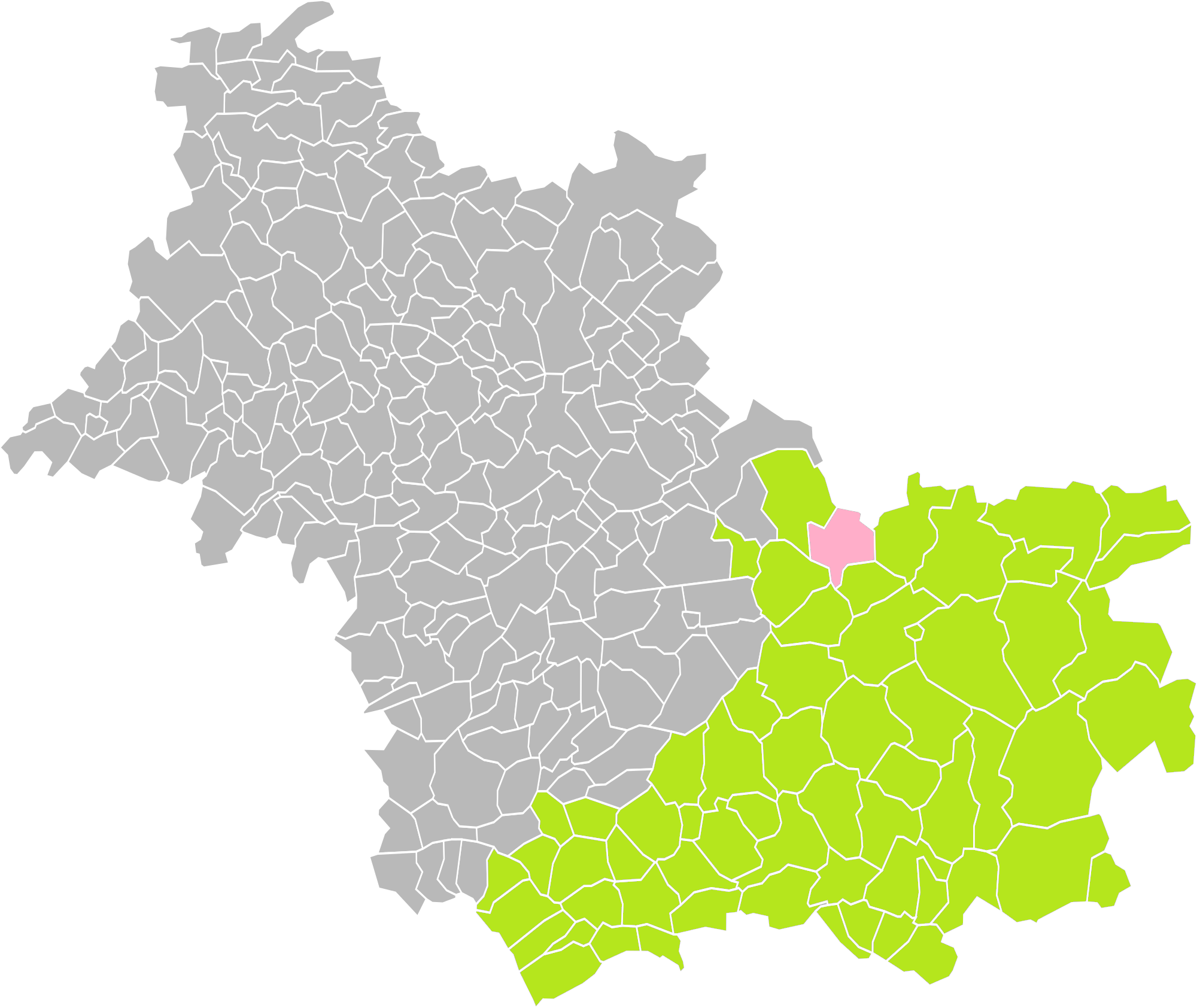
Villeny dans l'arrondissement de Romorantin-Lanthenay en 2016.
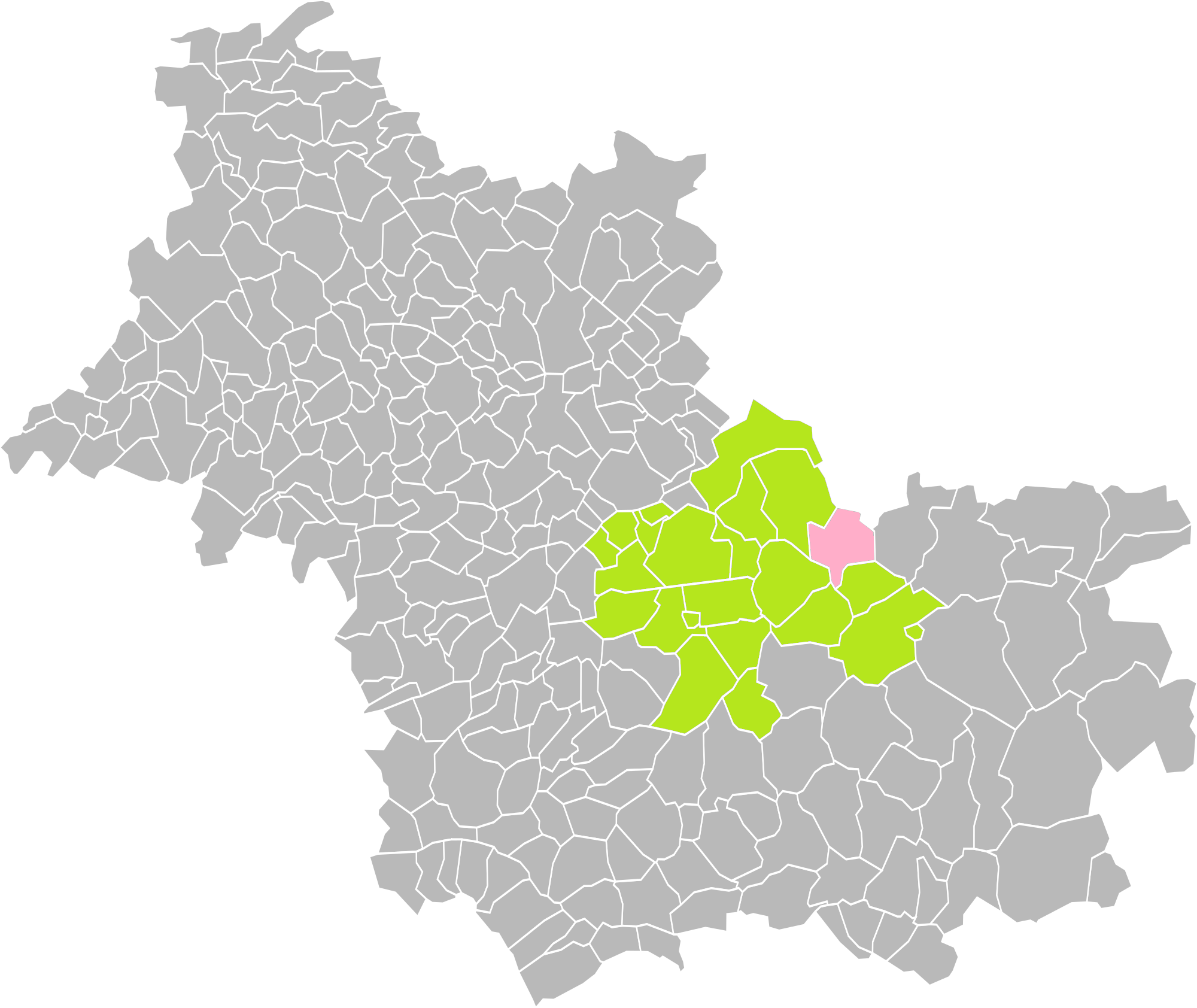
Villeny dans le canton de Chambord en 2016.

### Politique et administration municipale

#### Conseil municipal et maire
Le conseil municipal de Villeny, commune de moins de 1 000 habitants, est élu au scrutin majoritaire plurinominal avec listes ouvertes et panachage. Compte tenu de la population communale, le nombre de sièges au conseil municipal est de 11. Le maire, à la fois agent de l'État et exécutif de la commune en tant que collectivité territoriale, est élu par le conseil municipal au scrutin secret lors de la première réunion du conseil suivant les élections municipales, pour un mandat de six ans, c'est-à-dire pour la durée du mandat du conseil.
| Période                                  | Période  | Identité           | Étiquette | Qualité                                        |
| ---------------------------------------- | -------- | ------------------ | --------- | ---------------------------------------------- |
| 1977                                     | 1995     | Louis Duchêne      | PS        | retraité instituteur - secrétaire de mairie    |
| mars 2014                                | mai 2020 | Alain Blanche      |           | Retraité d'une entreprise publique             |
| mai 2020                                 | En cours | Hubert Chevallier, |           | Cadre administratif et commercial d'entreprise |
| Les données manquantes sont à compléter. |          |                    |           |                                                |

## Équipements et services

### Eau et assainissement
L'organisation de la distribution de l'eau potable, de la collecte et du traitement des eaux usées et pluviales relève des communes. La compétence eau et assainissement des communes est un service public industriel et commercial (SPIC).

#### Alimentation en eau potable
Le service d'eau potable comporte trois grandes étapes : le captage, la potabilisation et la distribution d'une eau potable conforme aux normes de qualité fixées pour protéger la santé humaine. En 2019, la commune assure elle-même le service en régie.

#### Assainissement des eaux usées
En 2019, la commune de Villeny gère le service d'assainissement collectif en régie directe, c'est-à-dire avec ses propres personnels, avec le statut de régie à autonomie financière.
Une station de traitement des eaux usées est en service au 1er janvier 2019 sur le territoire communal : 
« Villeny », un équipement utilisant la technique par décantation, avec disques biologiques et déphosphatation physicochimique, dont la capacité est de 650 EH, mis en service le 1er janvier 2002.
L'assainissement non collectif (ANC) désigne les installations individuelles de traitement des eaux domestiques qui ne sont pas desservies par un réseau public de collecte des eaux usées et qui doivent en conséquence traiter elles-mêmes leurs eaux usées avant de les rejeter dans le milieu naturel. La communauté de communes de la Sologne des étangs assure pour le compte de la commune le service public d'assainissement non collectif (SPANC), qui a pour mission de vérifier la bonne exécution des travaux de réalisation et de réhabilitation, ainsi que le bon fonctionnement et l'entretien des installations.

### Sécurité, justice et secours
La sécurité de la commune est assurée par la brigade de gendarmerie de Neung-sur-Beuvron qui dépend du groupement de gendarmerie départementale de Loir-et-Cher installé à Blois.
En matière de justice, Villeny relève du conseil de prud'hommes de Blois, de la Cour d'appel d'Orléans (juridiction de Blois), de la Cour d'assises de Loir-et-Cher, du tribunal administratif de Blois, du tribunal de commerce de Blois et du tribunal judiciaire de Blois.

## Population et société

### Démographie

#### Évolution démographique
L'évolution du nombre d'habitants est connue à travers les recensements de la population effectués dans la commune depuis 1793. Pour les communes de moins de 10 000 habitants, une enquête de recensement portant sur toute la population est réalisée tous les cinq ans, les populations de référence des années intermédiaires étant quant à elles estimées par interpolation ou extrapolation. Pour la commune, le premier recensement exhaustif entrant dans le cadre du nouveau dispositif a été réalisé en 2004.

En 2022, la commune comptait 494 habitants, en évolution de −0,8 % par rapport à 2016 (Loir-et-Cher : −1,15 %, France hors Mayotte : +2,11 %).
| 1793 | 1800 | 1806 | 1821 | 1831 | 1836 | 1841 | 1846 | 1851 |
| ---- | ---- | ---- | ---- | ---- | ---- | ---- | ---- | ---- |
| 311  | 336  | 381  | 423  | 411  | 434  | 426  | 455  | 444  |

| 1856 | 1861 | 1866 | 1872 | 1876 | 1881 | 1886 | 1891 | 1896 |
| ---- | ---- | ---- | ---- | ---- | ---- | ---- | ---- | ---- |
| 469  | 460  | 481  | 563  | 595  | 614  | 641  | 680  | 713  |

| 1901 | 1906 | 1911 | 1921 | 1926 | 1931 | 1936 | 1946 | 1954 |
| ---- | ---- | ---- | ---- | ---- | ---- | ---- | ---- | ---- |
| 742  | 764  | 733  | 669  | 658  | 625  | 561  | 570  | 526  |

| 1962 | 1968 | 1975 | 1982 | 1990 | 1999 | 2004 | 2006 | 2009 |
| ---- | ---- | ---- | ---- | ---- | ---- | ---- | ---- | ---- |
| 488  | 461  | 381  | 336  | 324  | 334  | 337  | 358  | 391  |

| 2014 | 2019 | 2022 | - | - | - | - | - | - |
| ---- | ---- | ---- | - | - | - | - | - | - |
| 486  | 484  | 494  | - | - | - | - | - | - |

#### Pyramide des âges
La population de la commune est relativement jeune.
En 2018, le taux de personnes d'un âge inférieur à 30 ans s'élève à 33,1 %, soit au-dessus de la moyenne départementale (31,3 %). À l'inverse, le taux de personnes d'âge supérieur à 60 ans est de 23,8 % la même année, alors qu'il est de 31,6 % au niveau départemental.
En 2018, la commune comptait 240 hommes pour 249 femmes, soit un taux de 50,92 % de femmes, légèrement inférieur au taux départemental (51,45 %).
Les pyramides des âges de la commune et du département s'établissent comme suit.
| Hommes | Classe d’âge | Femmes |
| ------ | ------------ | ------ |
| 0,0    | 90 ou +      | 1,2    |
| 6,7    | 75-89 ans    | 8,9    |
| 15,5   | 60-74 ans    | 15,0   |
| 19,3   | 45-59 ans    | 18,3   |
| 22,3   | 30-44 ans    | 26,4   |
| 11,3   | 15-29 ans    | 11,4   |
| 24,8   | 0-14 ans     | 18,7   |

| Hommes | Classe d’âge | Femmes |
| ------ | ------------ | ------ |
| 1,1    | 90 ou +      | 2,6    |
| 9,2    | 75-89 ans    | 11,9   |
| 19,7   | 60-74 ans    | 20,4   |
| 20,7   | 45-59 ans    | 20     |
| 16,5   | 30-44 ans    | 16,2   |
| 15,2   | 15-29 ans    | 13,2   |
| 17,6   | 0-14 ans     | 15,7   |

## Économie

### Secteurs d'activité
Le tableau ci-dessous détaille le nombre d'entreprises implantées à Villeny selon leur secteur d'activité et le nombre de leurs salariés :
|                                                              | total | % com (% dep) | 0 salarié | 1 à 9 salarié(s) | 10 à 19 salariés | 20 à 49 salariés | 50 salariés ou plus |
| ------------------------------------------------------------ | ----- | ------------- | --------- | ---------------- | ---------------- | ---------------- | ------------------- |
| Ensemble                                                     | 47    | 100,0 (100)   | 32        | 14               | 0                | 1                | 0                   |
| Agriculture, sylviculture et pêche                           | 5     | 10,6 (11,8)   | 3         | 2                | 0                | 0                | 0                   |
| Industrie                                                    | 2     | 4,3 (6,5)     | 2         | 0                | 0                | 0                | 0                   |
| Construction                                                 | 9     | 19,1 (10,3)   | 3         | 5                | 0                | 1                | 0                   |
| Commerce, transports, services divers                        | 23    | 48,9 (57,9)   | 19        | 4                | 0                | 0                | 0                   |
| dont commerce et réparation automobile                       | 2     | 4,3 (17,5)    | 2         | 0                | 0                | 0                | 0                   |
| Administration publique, enseignement, santé, action sociale | 8     | 17,0 (13,5)   | 5         | 3                | 0                | 0                | 0                   |
| Champ : ensemble des activités.                              |       |               |           |                  |                  |                  |                     |

Le secteur du commerce, transports et services divers est prépondérant dans la commune (23 entreprises sur 47)10,6 %), il est plus important qu'au niveau départemental (11,8 %).
Sur les 47 entreprises implantées à Villeny en 2016, 32 ne font appel à aucun salarié, 14 comptent 1 à 9 salariés,  et 1 emploie entre 20 et 49 personnes.
Au 1er juillet 2017, la commune est classée en zone de revitalisation rurale (ZRR), un dispositif visant à aider le développement des territoires ruraux principalement à travers des mesures fiscales et sociales. Des mesures spécifiques en faveur du développement économique s'y appliquent également

### Agriculture
En 2010, l'orientation technico-économique de l'agriculture dans la commune est la polyculture et le polyélevage. Le département a perdu près d'un quart de ses exploitations en 10 ans, entre 2000 et 2010 (c'est le département de la région Centre-Val de Loire qui en compte le moins). Cette tendance se retrouve également au niveau de la commune où le nombre d'exploitations est passé de 24 en 1988 à 4 en 2000 puis à 7 en 2010. Parallèlement, la taille de ces exploitations augmente, passant de 33 ha en 1988 à 29 ha en 2010. 
Le tableau ci-dessous présente les principales caractéristiques des exploitations agricoles de Villeny, observées sur une période de 22 ans : 
|                                      | 1988                 | 2000                 | 2010                 |
| Dimension économique                 | Dimension économique | Dimension économique | Dimension économique |
| ------------------------------------ | -------------------- | -------------------- | -------------------- |
| Nombre d'exploitations (u)           | 24                   | 4                    | 7                    |
| Travail (UTA)                        | 26                   | 4                    | 4                    |
| Surface agricole utilisée (ha)       | 803                  | 215                  | 205                  |
| Cultures                             |                      |                      |                      |
| Terres labourables (ha)              | 570                  | 183                  | 166                  |
| Céréales (ha)                        | 342                  | s                    | 86                   |
| dont blé tendre (ha)                 | 15                   | s                    | s                    |
| dont maïs-grain et maïs-semence (ha) | 126                  | s                    | 39                   |
| Tournesol (ha)                       | 17                   |                      |                      |
| Colza et navette (ha)                | s                    | s                    |                      |
| Élevage                              |                      |                      |                      |
| Cheptel (UGBTA)                      | 121                  | 45                   | 42                   |

.

#### Produits labellisés
Le territoire de la commune est intégré aux aires de productions de divers produits bénéficiant d'une indication géographique protégée (IGP) : le vin Val-de-loire et les volailles de l’Orléanais,.

## Culture et patrimoine

### Lieux et monuments
- L'église Saint-Martin.
- Dans les années 70, les Palotins, sur l'étang d'Onzain, accueillirent des réunions du Collège de 'Pataphysique et de la Cellule orléanaise de 'Pataphysique.
- Maison du cerf[83], ouverte depuis 1993, originellement située sur la commune voisine de Ligny-le-Ribault et transférée en 2005 à Villeny.

### Personnalités liées à la commune
- Pierre Pichery (1863-1952), homme politique né et décédé à Villeny, maire de Villeny, député du Loir-et-Cher de 1902 à 1920, sénateur de 1920 à 1940.

• Michel RETIF, mécanicien navigant du projet Concorde, membre du 1er vol le 2 mars 1969 à Toulouse, sur le Prototype F-WTSS. Décédé à 101 ans le 23 juillet 2024 à Cornebarrieu (Haute-Garonne),  inhumé au cimetière de VILLENY.